# AMX-13
AMX-13 – francuski czołg lekki produkowany w latach 1953–1985. Był na wyposażeniu armii francuskiej, eksportowany do ponad 25 krajów. Na bazie podstawowego wozu zbudowano ponad sto odmian czołgów, dział samobieżnych, transporterów opancerzonych, samobieżnych dział przeciwlotniczych. Szacuje się, że wyprodukowano około 7700 pojazdów wszystkich odmian, z czego 3400 wyeksportowano.

## Historia
Czołg został zaprojektowany w Ateliers de construction d’Issy-les-Moulineaux w 1946 roku by wypełnić zapotrzebowanie na pojazd wsparcia dla wojsk spadochronowych, zdolny do transportu lotniczego oraz zrzutów spadochronowych. Pierwszy prototyp zbudowano w 1948 roku. Zwarty kadłub wyposażono w zawieszenie na wałkach skrętnych, pięć kół jezdnych, koło napędowe, napinające oraz dwie rolki do podtrzymywania gąsienic. Silnik umiejscowiony był wzdłuż kadłuba po jego prawej stronie, po lewej znajdowało się stanowisko kierowcy. Charakterystyczną cechą konstrukcyjną było zastosowanie tzw. wieży oscylacyjnej, składającej się z dwóch elementów, z których górny posiadał zamontowaną nieruchomo armatę i zamontowany był na ruchomych czopach na dolnej części, więc zmiana kąta podniesienia armaty odbywała się poprzez przechylanie całej górnej części wieży. Cała wieża umiejscowiona była w tylnej części kadłuba i mieściła dowódcę czołgu oraz celowniczego. W wozach pierwszych wersji montowano armatę kalibru 75 mm, zaadaptowaną z niemieckiej armaty 75 mm L/70 czołgu Panther, wyposażoną w automat ładowania wykorzystujący dwa sześcionabojowe magazynki rewolwerowe umieszczone w niszy wieży. Wadą tego rozwiązania był fakt, że z powodu umiejscowienia systemu ładowania oraz małych rozmiarów wieży, magazynki musiały być załadowywane z zewnątrz pojazdu, co uniemożliwiało załadowanie do nich amunicji bez wycofania czołgu z walki.
Produkcja seryjna rozpoczęła się w Atelier de Construction Roanne (ARE) w 1952 roku, pierwsze czołgi dostarczono do jednostek w następnym roku. W 1964 produkcję przeniesiono do zakładów Creusot-Loire w Chalon-sur-Saone, jako że zakłady ARE zajęły się produkcją czołgu podstawowego AMX-30.
W 1966 zmieniono główną broń pojazdu na armatę kal. 90 mm z czołgu AMX-30. W nową armatę wyposażono wszystkie użytkowane przez Francję pojazdy.
Pomimo istnienia wielu odmian wieży, kadłub pozostał prawie niezmieniony aż do roku 1985. Zmieniono wtedy silnik gaźnikowy na silnik wysokoprężny, zastosowano automatyczną skrzynię biegów oraz wprowadzono nowe, hydropneumatyczne zawieszenie.
Produkcję zakończono w 1987, jednak GIAT Industries wciąż oferuje wsparcie posprzedażowe i modernizację pojazdów.
Czołgi AMX-13 zostały wycofane z uzbrojenia francuskiej armii w latach 70., ich rolę aktualnie spełniają pojazdy typu ERC 90 Sagaie oraz AMX-10RC. Armia Peru używała zmodernizowanych pojazdów jeszcze w 2024 roku.

## Wersje

### Prototypy
- Char AMX-13 (2A): posiadał 4 koła jezdne oraz jedno napinające
- Char AMX-13 (2B): 5 kół jezdnych oraz uniesione koło napinające
- Char AMX-13 (2C): wieża FL-10 oraz dwie rolki podtrzymujące gąsienice
- Char AMX-13 (2D): 4 rolki podtrzymujące
- Char AMX-13 (2E): 3 rolki podtrzymujące i armata kal. 90 mm
- Char AMX-13 (2F): dwie rolki podtrzymujące, później również izolację termiczną armaty

### Wersje seryjne

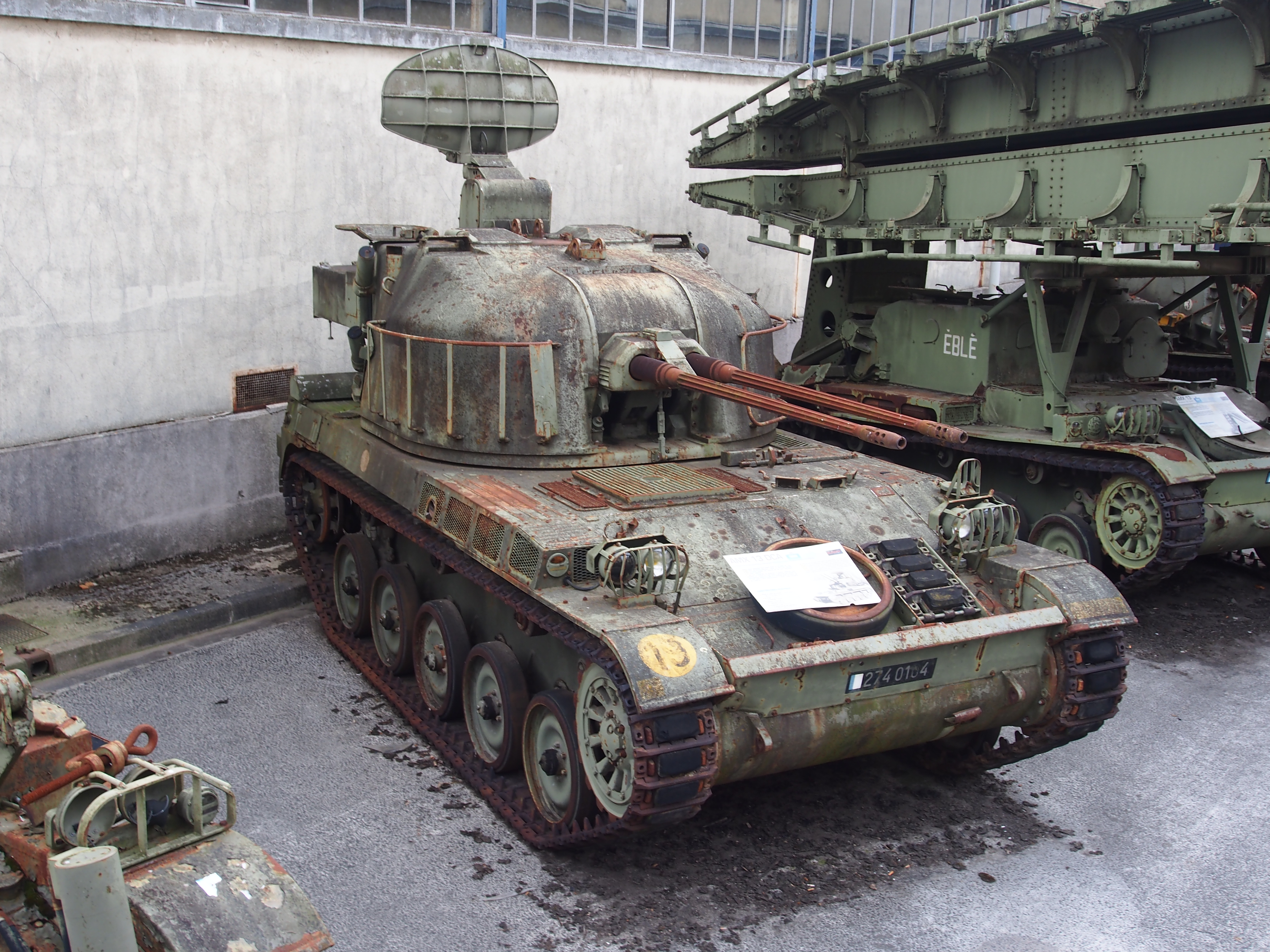
wóz przeciwlotniczy na bazie AMX-13

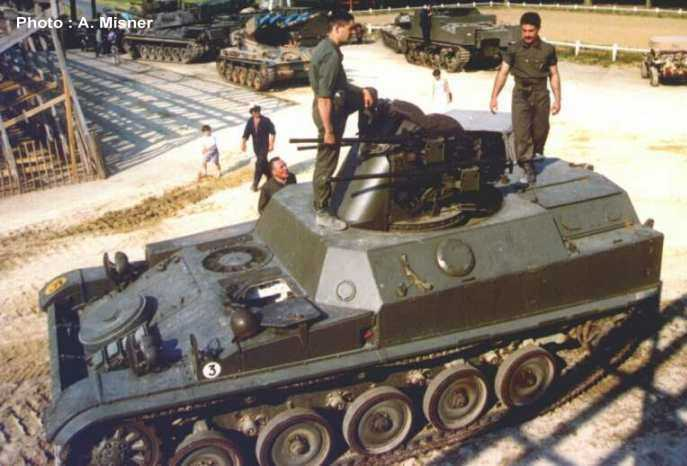
wóz przeciwlotniczy na bazie AMX-13

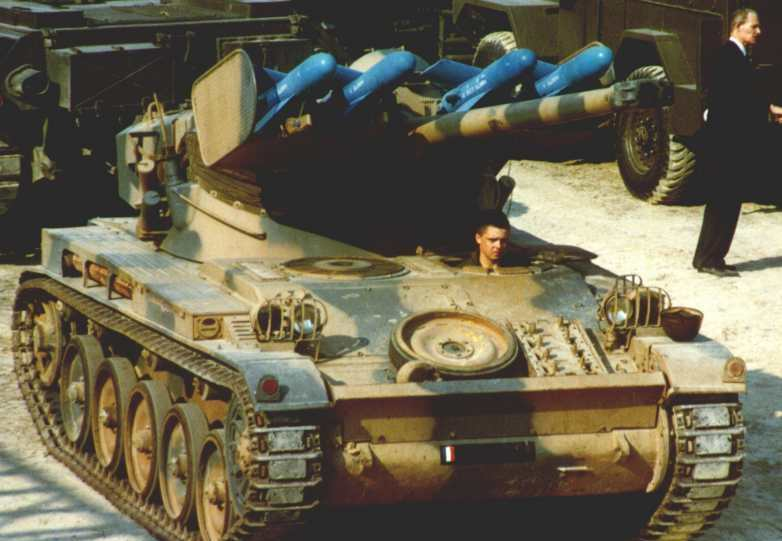
Samobieżna wyrzutnia ppk SS.11

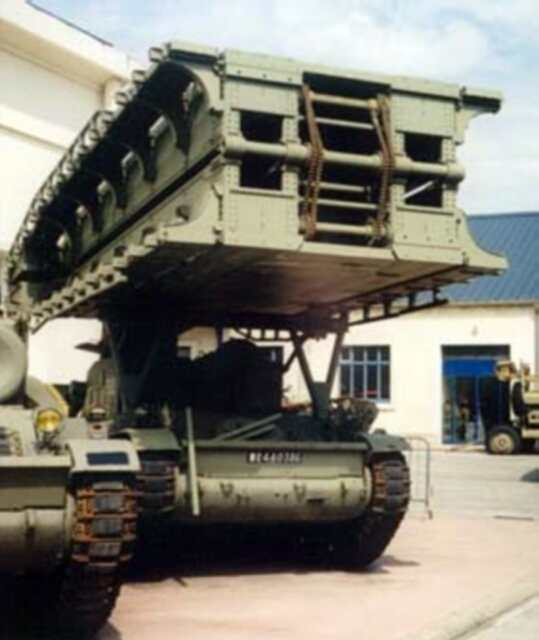
Most czołgowy

- AMX-13: Niektóre wozy pierwszej serii wyposażono w wieżę czołgu M24 Chaffee.
- AMX-13 [DTT]: Wozy z więżą czołgu M24 Chaffee po jej zdjęciu i przebudowy na pojazd do szkolenia kierowców.
- AMX-13/75 Modèle 51: Odmiana z armatą o wysokiej prędkości początkowej kal. 75 mm w wieży FL-11 z samochodów pancernych Panhard EBR i dwoma rolkami podtrzymującymi lub czterema rolkami i zmienionym sposobem przechowywania amunicji.
- AMX-13 T75 (Char Lance SS-11): Pojazd z wyrzutnią ppk SS-11.
- AMX-13 T75 avec TCA: Pojazd z wyrzutnią SS-11 oraz elektronicznym systemem kierowania pocisków.
- AMX-13/90 Modèle 52: Odmiana z wieżą FL-10 wyposażoną w armatę F3 kal. 90 mm.
- AMX-13/90 LRF: Odmiana z dalmierzem laserowym.
- AMX-13/105 Modèle 58: Odmiana z armatą 105 mm w wieży FL-12 (wykorzystywana przez siły zbrojne Argentyny oraz Holandii.
- AMX-13/105: Wersja eksportowa Modèle 58 z izolatorem termicznym armaty i przekonstruowaną przednią częścią kadłuba.
- AMX-13 Model 1987: Późna wersja produkcyjna.
- AMX-DCA, znany też jako AMX-13/S530: Samobieżny artyleryjski zestaw przeciwlotniczy z dwoma armatami automatycznymi HS 831 kal. 30 mm.
- AMX-DCA 30, znany także jako Bitube de 30 mm anti-aérien automoteur, Oeil Noir: Samobieżny artyleryjski zestaw przeciwlotniczy wyposażony w radar.
- AMX-13: Bezwieżowy AMX-13 przeznaczony do szkolenia kierowców.
- AMX-13 Modèle 55 (AMX-D): Opancerzony pojazd ewakuacyjny.
- AMX-13 PDP (Poseur De Pont) Modèle 51: Most czołgowy rozkładany nożycowo.
- AMX-13SM1 (Singapore-Modernised-1): Wóz Wyposażony w armatę kal. 75 mm, sprzężony z armatą oraz przeciwlotniczy km kal. 7,62 mm, nowym silnikiem, skrzynia biegów, dalmierzem laserowym, urządzeniami do obserwacji nocnej i zmodernizowanym systemem łączności.

### Zestawy modernizacyjne
- Zestaw z armatą 90 mm firmy Cockerill.
- Zestaw z silnikiem dieslowskim Baudouin 6F 11 SRY oraz zmodernizowaną wieżą firmy Giat Industries.
- Dodatkowe płyty pancerne do montażu na przodzie i bokach wieży oraz przedniej płycie kadłuba firmy Giat Industries.
- Izraelski zestaw NIMDA.

### Odmiany narodowe
- AMX-13/FL-12: Wariant holenderski wyposażony w reflektor oraz karabiny maszynowe FN MAG.
- AMX-13/FL-15: Wariant holenderski z wieżą FL-15.
- AMX-13S: Singapurska przebudowana odmiana podstawowego AMX-13, poprzednik wersji SM1.
- AMX-13 SM1: Wersja zmodernizowana przez Singapur z nowym oświetleniem, systemem celowniczym, zawieszeniem i napędem.
- Leichter Panzer 51: Odmiana armii szwajcarskiej.
- AMX-13V: Zmodernizowana wersja AMX-13/90 dla armii wenezuelskiej.
- AMX-13 [LAR-160]: Wenezuelska samobieżna rakietowa wyrzutnia artyleryjska uzbrojona w rakiety IMI LAR kalibru 160 mm.
- AMX-13M51 Ráfaga: Wenezuelski samobieżny zestaw przeciwlotniczy z dwoma armatami 40 mm w wieży M-4E1.

### Inne prototypy
- AMX-13: Wyposażony w lufę haubicy 105 mm zamiast armaty.
- AMX-13/75 (AMX-13e): Eksperymentalny wariant z krótkolufową armatą 75 mm w wieży FL-11.
- Char AMX-13 avec Canon 57 L/100: Prototyp ze specjalną armatę małego kalibru.
- AMX-13 z podwójnie sprzężoną armatą 20 mm w odlewanej wieży bez kosza.
- Char 48FCM: AKA Char 12T FCM, DCA de Quatre Canons de 20 mm: Prototyp z poczwórnie sprzężoną armatą 20 mm w wieży FL-4.
- DCA de 40 mm: Znany także jako Char 13T DCA, wariant z armatą 40 mm L/70 Boforsa z dużą wieżą.
- AMX-13 GTI: Usprawnione zawieszenie zakładów Krauss-Maffei.
- AMX-13 THS: Prototyp z hydrostatyczną skrzynią biegów.
- AMX-13: Artyleryjski zestaw rakietowy Rapace 14.
- AMX-13 HOT: Samobieżna wyrzutnia ppk HOT.

### Transportery opancerzone

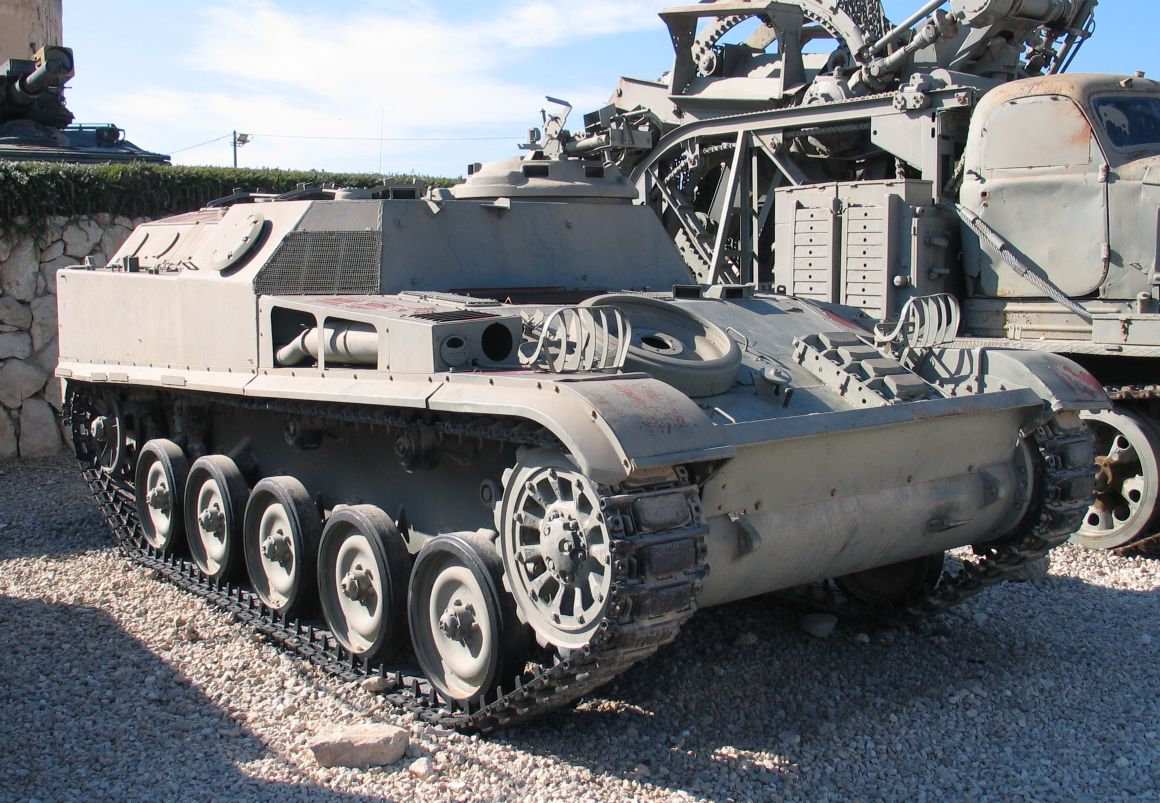
AMX VCI

- AMX-VTP: Pierwsza odmiana transportera, uzbrojony w jeden km bez tarczy na dachu.
- AMX-VTT (AMX-VCI): Uzbrojony w km w obrotowej wieżyczce.
- AMX-LT: Samobieżny przelicznik artyleryjski na bazie wersji VTT.
- AMX-PC: Wóz dowodzenia na bazie wersji VTT.
- AMX-VCA: Transporter pomocniczy dla haubic samobieżnych Mk F3 SPH na bazie wersji VTT.
- AMX-VCG: Transporter inżynieryjny.
- AMX-VCI 12.7: Transporter uzbrojony w wkm kalibru 12,7 mm, używany przez Francję i Holandię.
- AMX-VCI M-56: Transporter uzbrojony w armatę automatyczną kal. 20 mm.
- AMX-VCPM de 81: Nosiciel moździerza 81 mm na bazie wersji VTT.
- AMX-VCPM de 120: Nosiciel moździerza 120 mm na bazie wersji VTT.
- AMX-VCTB (Vehicule Chenillé Transport Blessés): Pojazd ewakuacji medycznej na bazie VTT.
- AMX-VTT avec tourelle NA2: Transporter z wyrzutnią ppk.
- AMX-VTT ROLAND: Samobieżna wyrzutnia rakiet przeciwlotniczych Roland (system przeciwlotniczy).
- AMX-VTT wersja 1987: Zmodernizowany transporter w wersji VTT z ulepszonym układem jezdnym.
- AMX-VTT z systemem minowania narzutowego Minotaur zamontowanym z tyłu pojazdu.
- AMX-13 RATAC: Samobieżny system radarowy rozpoznania pola walki RATAC na bazie wersji VTT.
- AMX DOZER: Buldożer.
- AMX-13 VCPC: AMX-13 VCI armii argentyńskiej.
- AMX-13 mod.56 VCI: Transporter z karabinem maszynowym Browning M1919 w wieży CALF38 armii belgijskiej.
- AMX-13 mod.56: Transportery belgijskie - nosiciele moździerzy, wozy dowodzenia, samobieżne wyrzutnie ppk ENTAC, wozy logistyczne.
- AMX-VTT TOW: Holenderska samobieżna wyrzutnia ppk TOW.
- AMX-GWT (GeWonden Transport): Wersja VCTB armii holenderskiej.

### Haubice samobieżne 105 mm
- AMX Mk 61 (AMX-105A), Automoteur de 105 du AMX-13 en casemate
- AMX Mk 61 [Netherlands]: Wersja holenderska z moździerzem L/30 i km Browning M1919 przy włazie dowódcy.
- AMX Mk 62 (AMX-105B): Prototyp wozu z haubicą umieszczoną w obrotowej wieży.
- AMX Mk 63 (AMX-105B, AMX Mk F2): Prototyp z wieżyczką karabinu maszynowego na wieży.

### Haubice samobieżne 155 mm
- AMX Mk F3 (Obusier de 155 mm sur affut automoteur AMX-13 T, AMX-155)

### Inne pojazdy
- M24/AMX-13: Wieża AMX-13 zamontowana na kadłubie czołgu M24 Chaffee.
- Czołgi M4 Sherman wyposażone w wieżę AMX-13, używane w Egipcie.